# Quintigny
Quintigny ist eine französische Gemeinde mit 297 Einwohnern (Stand 1. Januar 2022) im Département Jura in der Region Bourgogne-Franche-Comté.
Die Nachbargemeinden sind  Arlay im Norden, Saint-Germain-lès-Arlay im Osten, L’Étoile im Süden und Ruffey-sur-Seille im Westen.

## Weblinks

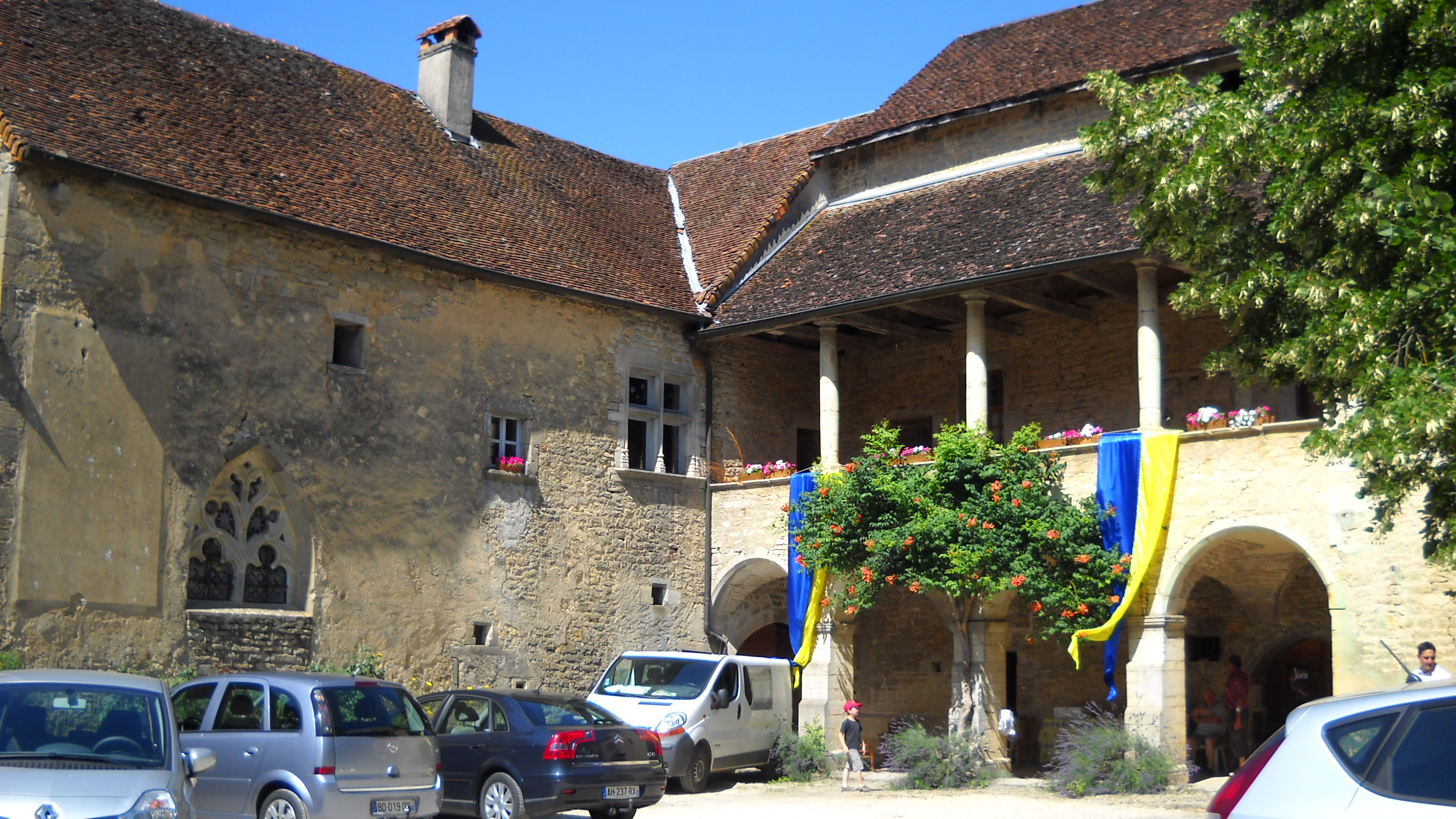
Château de Quintigny

## Bevölkerungsentwicklung
| Jahr                       | 1962 | 1968 | 1975 | 1982 | 1990 | 1999 | 2006 | 2017 |
| Einwohner                  | 157  | 136  | 129  | 168  | 180  | 201  | 220  | 248  |
| Quellen: Cassini und INSEE |      |      |      |      |      |      |      |      |